# Adi Koll
Adi Koll (hebr.: עדי קול, ur. 19 marca 1976 w Jerozolimie) – izraelska polityk, w latach 2013–2015 poseł do Knesetu z listy Jest Przyszłość.
W wyborach parlamentarnych w 2013 po raz pierwszy i jedyny dostała się do izraelskiego parlamentu.